# Pristiceros kosensis
Pristiceros kosensis är en stekelart som först beskrevs av Tohru Uchida 1932.  Pristiceros kosensis ingår i släktet Pristiceros och familjen brokparasitsteklar. Inga underarter finns listade i Catalogue of Life.